# タッラ
タッラ (伊: Talla) は、イタリア共和国トスカーナ州アレッツォ県にある、人口約1,000人の基礎自治体（コムーネ）。

## 地理

### 位置・広がり

#### 隣接コムーネ
隣接するコムーネは以下の通り。
- カポローナ
- カステル・フォコニャーノ
- カスティリオーン・フィボッキ
- ローロ・チュッフェンナ

### 気候分類・地震分類
タッラにおけるイタリアの気候分類 (it) および度日は、zona E, 2168 GGである。
また、イタリアの地震リスク階級 (it) では、zona 2 (sismicità media) に分類される。

## 行政

### 分離集落
タッラには以下の分離集落（フラツィオーネ）がある。
- Bicciano, Capraia, Faltona, Pieve di Pontenano, Pontenano, Santo-Bagnena